# Deutscher Nationalverein
Der Deutsche Nationalverein war eine parteiähnliche Organisation, in der sich Liberale und gemäßigte Demokraten 1859 zusammenschlossen und der bis 1867 bestand.

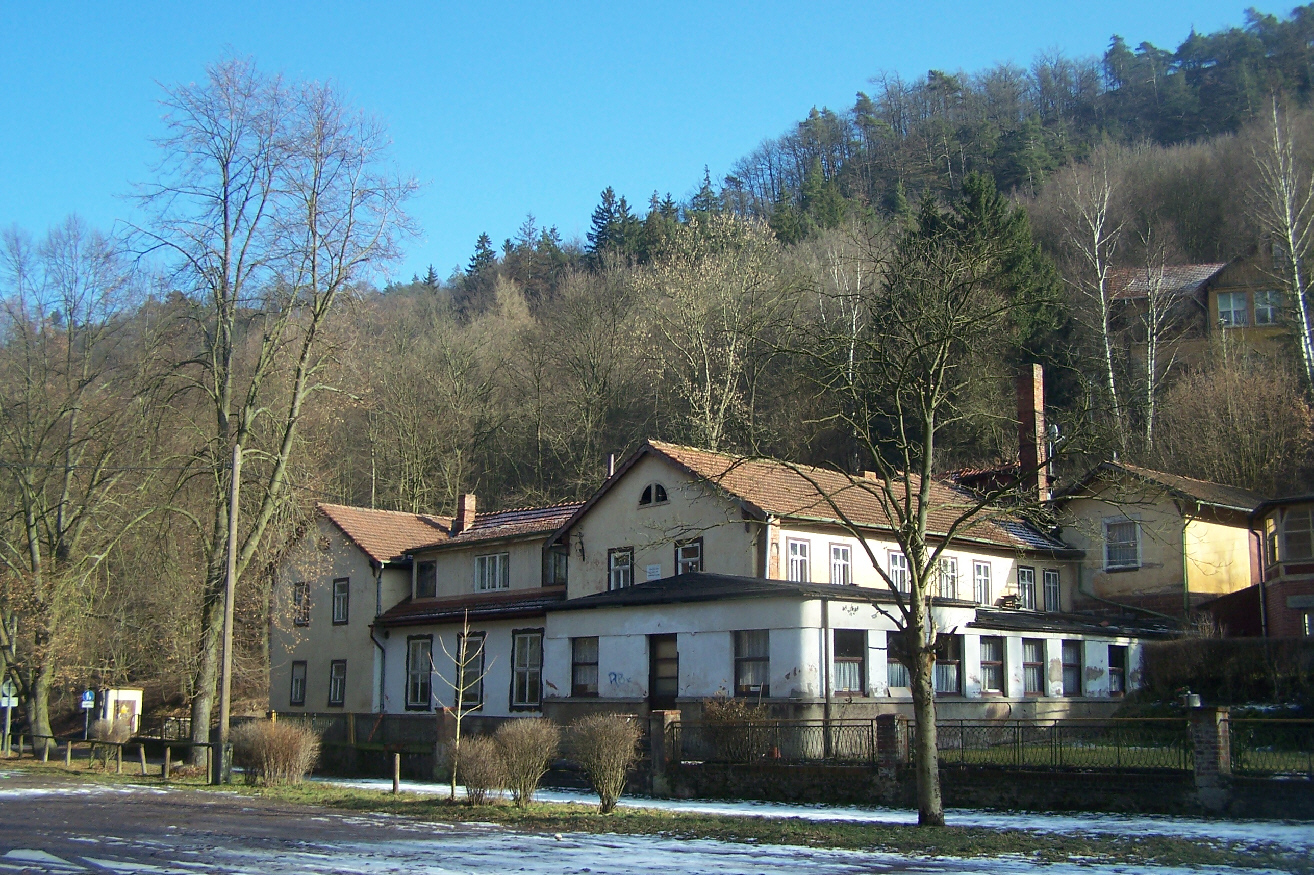
Eisenach, Gasthaus Phantasie, Gründungsort des Nationalvereins

## Aufgaben, Ziele und Mitglieder
Das Ziel des Nationalvereins war die Schaffung eines liberalen kleindeutschen Staates unter preußischer Führung mit einem Nationalparlament. Notfalls war man bereit, eine zeitweilige Diktatur Preußens zu akzeptieren, solange sie zur Bildung eines deutschen Nationalstaates führen würde. Die „kleindeutsche“ Lösung bedeutete den Verzicht auf die deutschsprachigen Gebiete Österreichs, das wegen zu vielen fremden Elementen nicht als wahrhaft deutsch angesehen wurde.
Geplant gewesen war die Gründung einer nationalen Fortschrittspartei, was aber an Meinungsverschiedenheiten zwischen norddeutschen und süddeutschen Vertretern über die Führungsrolle Preußens scheiterte. Der Verein lehnte eine Revolution ab, nur einige Teile des demokratischen Flügels versuchten diesen Weg zu verfolgen. Stattdessen konzentrierte man sich darauf, alle gesetzlichen Wege zur Nationalstaatsbildung zu verfolgen. Partner bei diesem Projekt sollte die preußische Regierung sein, da die Mitglieder des Vereins nur ihr zutrauten, eine Vereinigung Deutschlands zustande zu bringen.
Wichtige Mitglieder des Vereins waren Rudolf von Bennigsen, Hermann Schulze-Delitzsch, August Ludwig von Rochau und Feodor Streit. Streit war der einzige Demokrat in der Führung des Vereins und hatte bis 1865 den wichtigen Posten des Geschäftsführers inne. Von 1865 bis 1867 war Lorenz Theodor Nagel Geschäftsführer. In dem Verein dominierte das Bildungsbürgertum. Zu den Gründungsmitgliedern zählte außerdem Hermann Presber.

## Gründung
Der Verein entstand unter dem Eindruck der Neuen Ära in Preußen und des oberitalienischen Krieges (Sardinischer Krieg). Vorarbeiten zur Vereinsgründung wurden im September 1858 auf dem Kongreß deutscher Volkswirte in Gotha und am 17. Juli 1859 in Eisenach beim Treffen der Demokraten und zwei Tage darauf beim Treffen der Liberalen in Hannover geleistet. Am 14. August 1859 trafen sich schließlich beide Gruppen in Eisenach und verabschiedeten die 2. Eisenacher Erklärung, die als ein Programm des Vereins verstanden werden kann. Dort forderte man die Wahl eines Nationalparlamentes, die Schaffung einer Zentralgewalt, das Ende des Bundes und notfalls die Übertragung der diplomatischen und militärischen Kräfte Deutschlands auf Preußen. Jeder Mann solle das Ziel der Einheit vor jedes Ziel einer Partei stellen und die preußische Regierung, so sie für Deutschland handele, nach vollen Kräften unterstützen.
Obwohl der Verein eine klare „kleindeutsche Ausrichtung“ hatte, verzichtete man mit Rücksicht auf die süddeutschen Demokraten und Liberalen auf eine negative Erwähnung Österreichs, welche sich bei den Liberalen in Hannover noch in scharfer Form gefunden hatte.
Die offizielle Gründung des Vereins wurde am 15./16. September 1859 in Frankfurt am Main vollzogen. Danach befand sich der Verein eine Zeit lang im organisatorischen und programmatischen Aufbau. Aus dem Ziel eines Nationalstaates entwickelte der Verein schon bald einen Hang zu nationalen Symbolen. In diesem Zusammenhang ist sicherlich die Flottensammlung zu verstehen, welche vom Verein auf der 1. Generalversammlung beschlossen wurde. Der Verein sammelte von nun an Gelder für den Rückkauf von Schiffen der Reichsflotte von 1848 und übergab diese Gelder bis 1862 dem preußischen Kriegs- und Marineminister Albrecht von Roon.

## Von Ende der „Neuen Ära“ bis zum Ende des Vereins
Als die „Neue Ära“ 1861/62 in Preußen zu Ende ging, aber von der preußischen Regierung jegliche Versuche zur deutschen Einigung ausgeblieben waren und 1862 auch noch Bismarck als neuer preußischer Ministerpräsident berufen wurde, musste der Verein seine Strategie ändern. Da an eine Kooperation mit der preußischen Regierung nicht mehr zu denken war, nachdem Bismarck den Kampf um den Heeres- und Verfassungskonflikt eröffnet hatte, driftete der Verein 1862 nach links. Er erhob die Reichsverfassung vom 28. März 1849 zu seinem Programm und erklärte: „Darin ist im wesentlichen alles enthalten.“ Tatsächlich konnte sich der rechte Flügel des Vereins in der preußischen Spitze der Verfassung (in der kleindeutschen Version) wiederfinden, der linke Flügel hingegen schätzte besonders die Wahl- und die Grundrechte der Verfassung.
Daneben setzte der Verein verstärkt auf einen Druck der Vereinheitlichung. Nachdem es schon 1861 in Preußen zur Gründung der Deutschen Fortschrittspartei als einer „Exekutive des Nationalvereins“ gekommen war (die Führung der DFP wurde von der preußischen Führung des Nationalvereins gestellt), kam es ab 1862 in den deutschen Mittel- und Kleinstaaten zu Gründungen von Fortschrittsparteien, wesentlich initiiert vom Nationalverein. Die Hoffnung war, dass diese Parteien ähnlich erfolgreich wie die preußische sein würden (sie gewann bereits die Wahl in ihrem Gründungsjahr). So hoffte man, die Parlamentsmehrheiten zu erreichen und die Regierungen der Staaten unter Druck zu setzen. Die Taktik war, dass die anderen deutschen Regierungen geschlossen Druck auf die preußische Regierung ausüben sollten.
Ab 1863 kam es zur Krise des Vereins. Aufgrund der Schleswig-Holstein-Krise hatte der Verein seine Agitation zu Gunsten des neu gebildeten 36er Ausschusses aufgegeben. Man erhoffte sich, dass die beiden Herzogtümer von Freiwilligenverbänden befreit würden und Teile des neuen deutschen Nationalstaates werden würden. In diesem Augenblick wurden sie von Bismarck überholt. Dieser schloss ein Bündnis mit Österreich und gemeinsam eroberten sie die Herzogtümer unter Berufung auf internationale Rechtstitel, nicht aber unter Berufung auf nationale Einigung. Damit hatte Bismarck die Agitatoren des 36er Ausschusses düpiert.
Nach dem Ende der Schleswig-Holstein-Krise kam es zu Bestrebungen zur Reaktivierung des Vereins, welche im Oktober 1864 erfolgte. Allerdings hatte der Verein von nun an mehr mit sich zu kämpfen, als dass er sich der Verwirklichung seiner Ziele hätte widmen können. Als es 1866 zum Deutsch-Deutschen Krieg und in der Folge zum Norddeutschen Bund kam, spaltete sich der Verein und driftete nach rechts. Denn der rechte Flügel des Vereins suchte nun den Ausgleich mit Otto von Bismarck und war bereit, seiner Indemnitätsvorlage 1866 zuzustimmen. Der linke Flügel spaltete sich vom Verein ab. Der rechte Flügel hielt sich nun für regierungsfähig, wenn auch nur als Juniorpartner. Aus dem rechten Flügel entstand die Nationalliberale Partei.
Besaß der Verein 1862 über 25.000 Mitglieder und zahlreiche Kontrollpositionen in Massenorganisationen wie Turner- oder Schützenvereinen, hatte er 1867 gerade noch 1000 Mitglieder. Dennoch gewann die Nationalliberale Partei, die aus den Resten hervorging, sowohl die Wahlen 1867 zum Norddeutschen Reichstag, als auch 1871 zum gesamtdeutschen Reichstag.

## Organisation
Der Ausschuss war die wichtigste Organisation des Vereins. Er wurde demokratisch auf den Generalversammlungen gewählt und wählte aus seiner Mitte den Vorstand. Die demokratischen Wahlen wurden abgeschwächt dadurch, dass der Ausschuss freies Kooptionsrecht hatte. Er war, laut Shlomo Na’aman, die „lenkende Oligarchie“ des Vereins. Eine Besonderheit war die konsequente zentralistische Organisationsweise des Vereins: Jedes Mitglied war direkt der Zentrale in Coburg (später Frankfurt) unterstellt.